# Saint-André-d'Olérargues
Saint-André-d'Olérargues é uma comuna francesa na região administrativa de Occitânia, no departamento de Gard. Estende-se por uma área de 9,75 km². Em 2010 a comuna tinha 442 habitantes (densidade: 45,3 hab./km²).